# Oisín
Oisín (staroirl., wym. /ˈɔʃiːnʲ/; również Oiséne, Usheen, Oshin, Ossian w formie zanglicyzowanej, która z kolei stanowi podstawę spolszczonej wersji Osjan) – w mitologii irlandzkiej syn Fionna mac Cumhaila i Sadb (córki Bodba Dearga), jeden z głównych bohaterów tzw. cyklu feniańskiego, wojownik fianna, według tradycji największy poeta (bard) Irlandii. Oisín jest ważną postacią w znacznej części cyklu feniańskiego, w późniejszych utworach bywa on często narratorem lub opowieści snute są z jego punktu widzenia, stąd cykl ten określany jest niekiedy jako osjański. Na postaci Oisína James Macpherson wzorował tytułowego bohatera swoich Pieśni Osjana.

## Pochodzenie Oisína

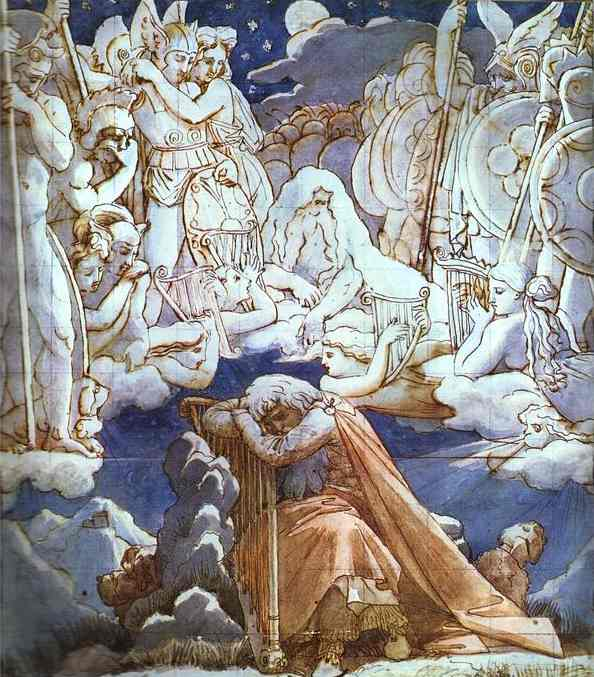
Pieśni Osjana, mal. Jean Auguste Dominique Ingres (1811-1813)

Imię Oisín jest zdrobnieniem irlandzkiego os ("jeleń") i oznacza dosłownie "jelonek, młody jeleń". Wiąże się to z pochodzeniem bohatera. Istnieją dwie wersje legendy o jego narodzinach, w obu matką Oisína jest kobieta zamieniona w łanię. Według pierwszej Sadb, matkę Oisína, zamienił w łanię druid o imieniu Fear Doirche (albo Fer Doirich), którego zaloty odrzuciła. Jeden ze sług druida, ulitowawszy się nad losem Sadb błąkającej się po lasach w zwierzęcej postaci, wyjawił jej jednak, iż czar straci swą moc, gdy uda jej się dostać do którejś z warowni fianna. Pewnego razu, gdy Fionn i jego kompania wracali z polowania, natknęli się na piękną łanię i puścili się za nią w pogoń. Była ona jednak tak szybka, że szaleńczą gonitwę wytrwał jedynie Fionn i jego ogary Bran i Sceolan. Ogary w końcu dognały łanię, lecz ku zdumieniu Fionna, zamiast ją ranić czy zagryźć, zaczęły się doń łasić. Fionn uznał ich zachowanie za wskazówkę, że on sam również nie powinien łani krzywdzić i zabrał ją do swej siedziby w Almu (obecnie Wzgórze Allena). Po zmierzchu łania zamieniła się w piękną Sadb, a Fionn tak mocno ją pokochał, że porzucił dla niej wszystkie dawniejsze zajęcia i rozrywki, chcąc spędzać czas tylko z nią. Sadb wkrótce zaszła w ciążę. Fionn musiał jednak, choć niechętnie, raz opuścić ciężarną żonę, gdy związanych przysięgą fianna wezwał na pomoc przeciw najeźdźcom Cormac mac Airt. Z okazji tej skorzystał nieustępliwy druid Fear Doirche. Za pomocą czarów przybrał postać Fionna powracającego z wyprawy ze swymi psami i podstępem wywabił Sadb z Almu, po czym znowu zamienił ją w łanię i zaklęciem zmusił do pójścia za sobą. Słudzy Fionna próbowali ich ścigać, lecz zaklęcie niewidzialności rzucone przez druida nie pozwoliło zbiegów odnaleźć. Powróciwszy z wyprawy, bezskuteczne poszukiwania Sadb prowadził też w najodleglejszych zakątkach Irlandii zrozpaczony utratą ukochanej Fionn. Siedem lat później podczas polowania na leśnym zboczu Ben Bulben Fionn usłyszał ujadanie swoich ogarów. Okazało się, że Bran i Sceolan broniły przed innymi psami siedzącego pod jarzębiną nagiego chłopca, a po odciągnięciu innych psów zaczęły się do niego łasić, tak jak niegdyś do Sadb pod postacią łani. Fionn rozpoznał w chłopcu syna swojego i ukochanej Sadb, zabrał do swojej siedziby i nadał imię Oisín. Od syna Fionn dowiedział się później, że druid zmusił Sadb czarami do pozostawienia dziecka własnemu losowi.
Według mniej znanej wersji legendy matka Oisína nazywała się Blaí Dhearg i albo jej losy toczyły się dokładnie tak jak losy Sadb, albo po raz pierwszy w łanię zamienił ją druid już po ślubie z Fionnem, również podczas jego nieobecności. Niektóre wersje podają, że Fionn spotkał po raz pierwszy Oisína, gdy ten już był dorosły, a podczas tego spotkania (mającego również miejsce w lesie) wdali się w spór o pieczonego prosiaka, zanim się wzajemnie rozpoznali.

## Pościg za Diarmuidem i Gráinne

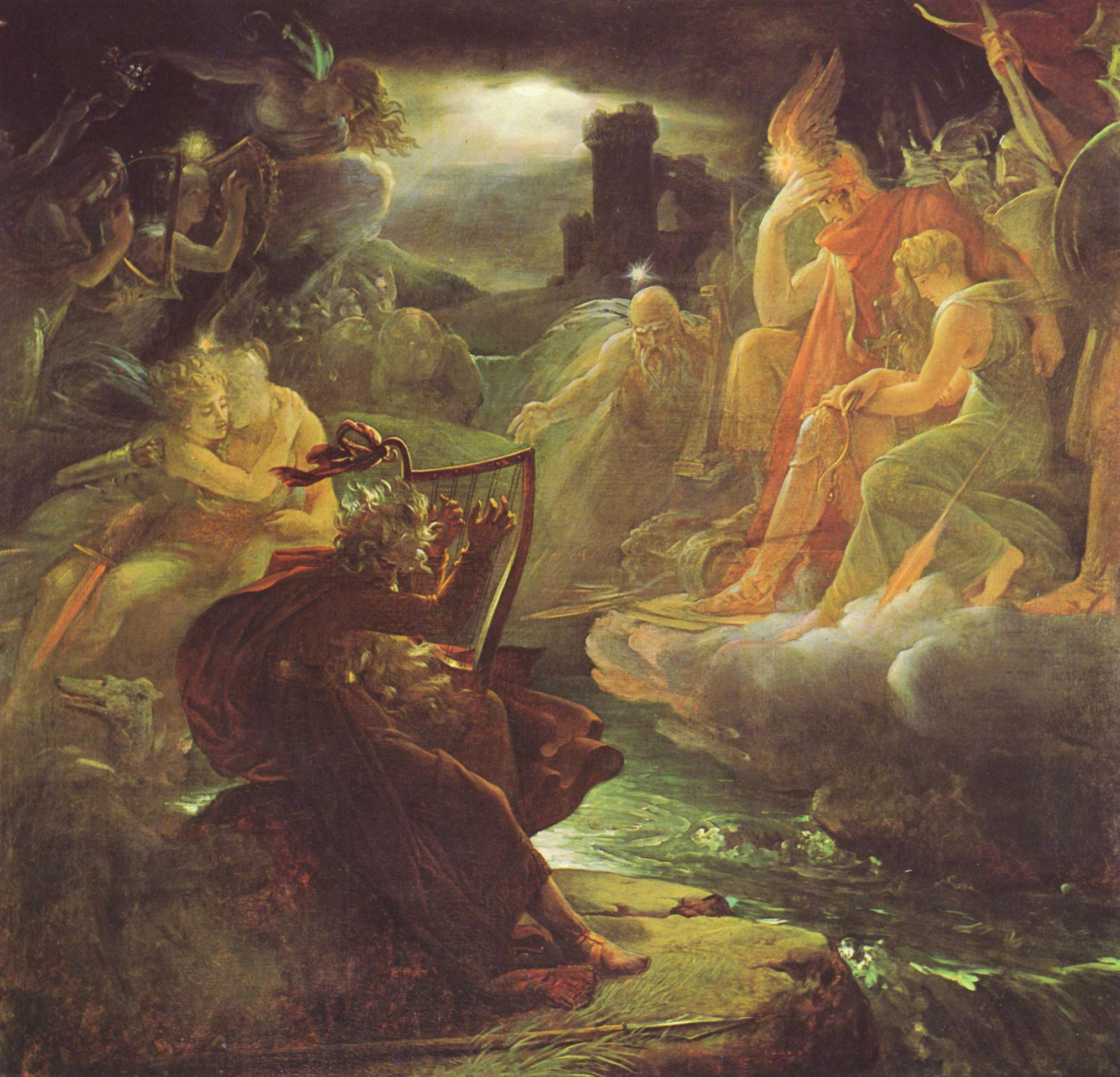
Osjan, mal. François Pascal Simon Gérard

W innej dość wczesnej opowieści z cyklu feniańskiego, Tóraigheacht Dhiarmada agus Gráinne ("Pościg za Diarmuidem i Gráinne"), do Oisína próbuje zalecać się piękna Gráinne, obiecana za żonę Fionnowi. Oisín jednak odrzuca jej względy, nie chcąc sprzeniewierzyć się zaufaniu, jakie pokłada w nim ojciec. Gráinne przenosi swoje zainteresowanie na Diarmuida, na którego nakłada geis i zmusza w ten sposób pod groźbą utraty honoru do wspólnej ucieczki. Oisín sprzyja uciekającym kochankom ze względu na Diarmuida i próbuje ich chronić przed gniewem zazdrosnego Fionna, uprzedzając o planach poszukiwań. Pod koniec opowieści powstrzymuje jednak również swego syna Oscara, jednego z fianna, gdy ten w gniewie podnosi rękę na Fionna, który nie pozwolił konającemu Diarmuidowi napić się wody.

## Późniejsze utwory z cyklu feniańskiego
We wcześniejszych opowieściach postać Oisína nie jest tak eksponowana jak w utworach z późniejszego okresu; na początku jest on przede wszystkim jednym z ważniejszych wojowników fianna i nie ma o nim mowy jako o cieszącym się szczególnym szacunkiem poecie. Ten ostatni motyw zyskuje na znaczeniu dopiero później, np. w opowieści-balladzie Cath Gabghra (dosł. "Bitwa pod Gabhair") opisującej klęskę i upadek potęgi fianna, w której Oisín opłakuje śmierć swego syna Oscara. 
W Acallam na Senórach ("Opowieści/Rozmowy starców/starszych"), datowanym na lata 1175–1200 najdłuższym utworze cyklu feniańskiego, stanowiącym zbiór osnutych wokół jednej ramowej opowieści drobniejszych utworów wierszem i prozą, które rozgrywają się wiele pokoleń po śmierci Fionna mac Cumhailla, Oisín i jego towarzysz Caílte mac Rónáin przetrwali aż do czasów Świętego Patryka i sławią w rozmowie z nim styl życia, bohaterskie czyny i kodeks honorowy fianna, a w szczególności hojność Fionna mac Cumhailla. O ile w samym Acallam to Caílte a nie Oisín jest głównym rozmówcą św. Patryka, o tyle późniejsza, ustna w znacznej mierze tradycja, inspirowana obecnym we wspomnianym utworze motywem dialogu ze świętym Patrykiem faworyzuje Oisína jako jego rozmówcę. W XIII-XVIII w. takie osjańskie utwory narracyjne, wierszem i prozą, często o charakterze balladowym cieszyły się sporą popularnością.

## Oisín w Tír na nÓg
Do popularniejszych echtra, opowieści o wizycie w zaświatach, należy krążąca w różnych wersjach historia o pobycie Oisína w Tír na nÓg – mitycznej krainie wiecznej młodości. Około roku 1750 nadał jej szlif literacki tworzący w języku irlandzkim poeta Micheál Coimín (Michael Comyn, 1688-1760). Jego Laoi Oisín i dTír na nÓg ("Opowieść o Oisínie w Krainie Młodości") stała się niejako wersją klasyczną legendy, choć krążyła w odpisach, a przetłumaczona i wydana po raz pierwszy drukiem została przeszło sto lat później. 

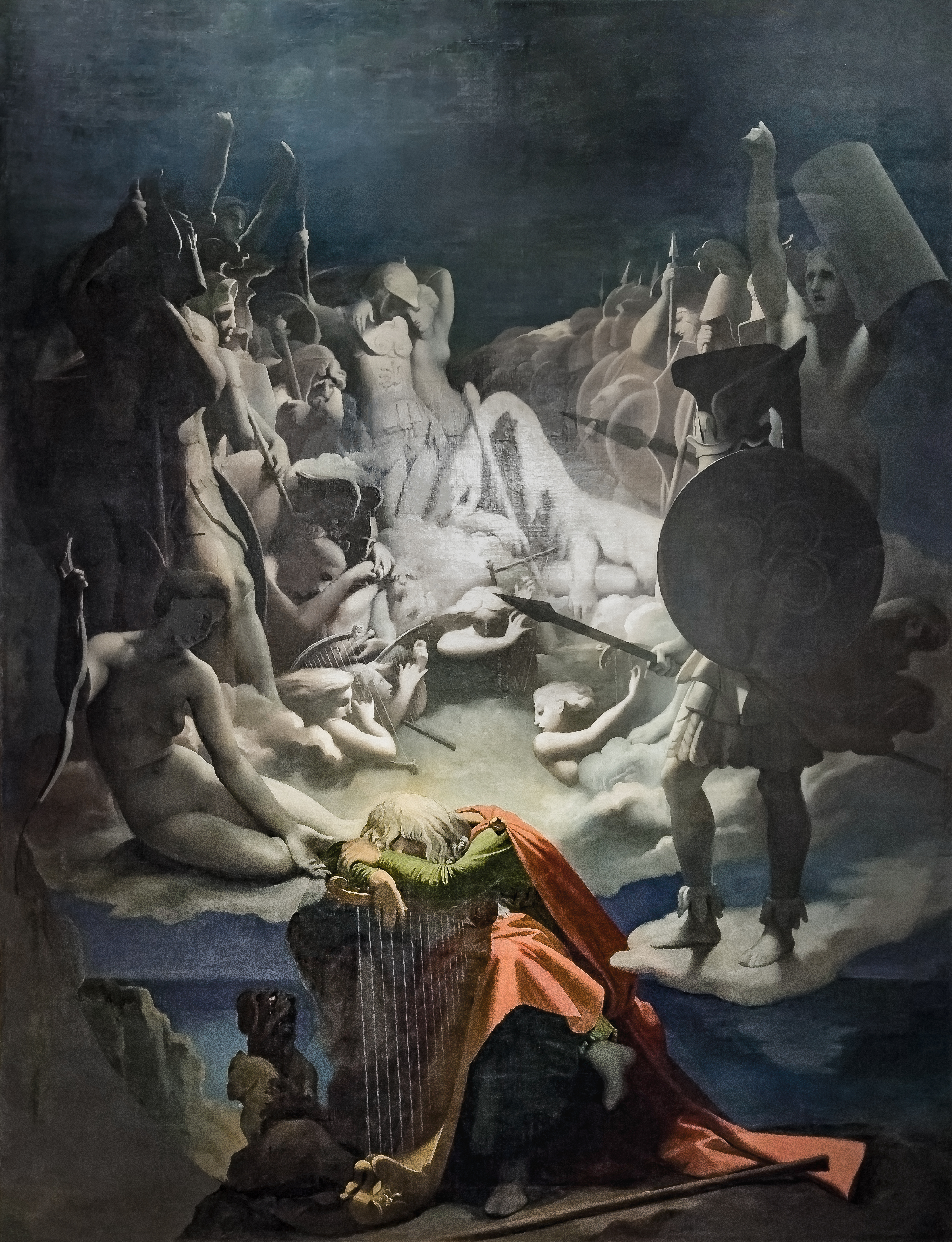
Sen Osjana, mal. Jean Auguste Dominique Ingres (1813)

Opowieść rozpoczyna się w momencie, gdy do świętego Patryka przyniesiony zostaje ociemniały, niedołężny starzec, twierdzący, że jest Oisínem, synem Fionna. Niedowierzającemu Patrykowi wyjaśnia swą długowieczność pobytem w mitycznym Tír na nÓg. Już po klęsce fianna pod Gabhair pozostali przy życiu wojownicy wraz z Oisínem polowali w okolicach jeziora Lough Lein, gdy na ich drodze pojawiła się piękna, sprawiająca wrażenie nieziemskiej istoty kobieta na białym koniu. Przedstawiła się jako Níamh Chinn Óir (Niamh O Złotych Włosach), córka władcy Tír na nÓg, i wyznała, iż pragnie, aby Oisín, o którego urodzie i męstwie słyszała, pojął ją za żonę i udał się z nią do jej krainy, gdzie czeka go wieczna młodość i wieczne życie w zdrowiu i bez trosk. Oisín wyruszył z Niamh na zachód, po drodze pokonując olbrzyma. W Tír na nÓg wiódł szczęśliwe życie z Niamh, ze związku z nią urodziło mu się troje dzieci: dwóch synów nazwanych Fionn i Oscar (na pamiątkę ojca Oisína oraz poległego w walce syna) i córka Plor na mBan ("Kwiat Niewiast"). 
Po upływie trzech, jak wydawało się Oisínowi, lat zatęsknił on jednak za rodzinną Irlandią i postanowił ją odwiedzić. Niamh ostrzegła go, że na ziemi czas biegnie szybciej, minęło już 300 lat i wszyscy jego krewni i przyjaciele już dawno nie żyją, lecz Oisín nie zmienił decyzji. Niamh pożyczyła mu wtedy na drogę swego białego konia, ostrzegając, żeby zeń nie zsiadał podczas pobytu w Irlandii, bo gdy tylko jego stopa dotknie ziemi, owe 300 lat natychmiast wywrze na nim swoje piętno. Oisín wyruszył więc do domu, lecz ku jego wielkiemu rozczarowaniu dawna siedziba fianna w Almu była od dawna opuszczona, porośnięta chwastami i popadła w całkowitą ruinę. O Fionnie i jego dawnych towarzyszach opowiadano już tylko legendy. Przejeżdżając przez Glenasmole w hrabstwie Wicklow, będące niegdyś ulubionym miejscem polowań fianna, Oisín zauważył ludzi próbujących podnieść ciężki kamień i umieścić go na wozie. Reagując na ich prośbę o pomoc, Oisín z łatwością podniósł kamień, lecz przy tym wysiłku pękł popręg opasujący koński brzuch i Oisín musiał się ratować przed upadkiem zeskakując na ziemię. Dokładnie jak przewidziała Niamh, po dotknięciu ziemi Oisín stał się niedołężnym, ślepym starcem.
Opowieść o pobycie Oisína w zaświatowym Tír na nÓg w wersji Coimína stała się inspiracją dla Williama Butlera Yeatsa do napisania w 1889 roku The Wanderings of Oisin ("Wędrówki Oisina"), pierwszego w jego twórczości dłuższego poematu.

## Pieśni OsjanaJamesa Macphersona
Postać Oisína posłużyła Jamesowi Macphersonowi w wydanych w 1760 roku Pieśniach Osjana jako wzór do kreacji tytułowego bohatera – barda szkockiego, narratora i rzekomego autora Pieśni, które sam Macpherson miał tylko tłumaczyć z odnalezionych niby przezeń średniowiecznych rękopisów w języku gaelickim. Choć od samego początku kwestionowano autentyczność Pieśni Osjana (m.in. Samuel Johnson), zostały one entuzjastycznie przyjęte przez czytelników, cieszyły się dużą popularnością i wywarły znaczny wpływ na literaturę europejską, m.in. na takich twórców jak Johann Wolfgang von Goethe czy Walter Scott. Współczesna krytyka literacka uznaje, iż Macpherson opierał się na autentycznych celtyckich balladach, lecz przystosował je do współczesnych mu gustów, zmieniając pierwotnych bohaterów i wprowadzając własne rozwiązania artystyczne. Jerzy Strzetelski pisał o nim, iż "wybrał okruchy wielkiej poezji spośród odłamków krzemienia, z którymi były zmieszane i pobudzony tą poezją stworzył własną epikę refleksyjną, harmonijną, wzruszającą i genialnie dostosowaną do ducha czasu".